# Wimereux
Wimereux és un municipi francès situat al departament del Pas de Calais i a la regió dels Alts de França. L'any 2007 tenia 7.398 habitants.

## Demografia

### Població
El 2007 la població de fet de Wimereux era de 7.398 persones. Hi havia 2.921 famílies de les quals 823 eren unipersonals (289 homes vivint sols i 534 dones vivint soles), 806 parelles sense fills, 1.007 parelles amb fills i 285 famílies monoparentals amb fills.
La població ha evolucionat segons el següent gràfic:
Habitants censats

### Habitatges
El 2007 hi havia 4.236 habitatges, 2.969 eren l'habitatge principal de la família, 1.097 eren segones residències i 171 estaven desocupats. 2.664 eren cases i 1.549 eren apartaments. Dels 2.969 habitatges principals, 1.821 estaven ocupats pels seus propietaris, 1.105 estaven llogats i ocupats pels llogaters i 42 estaven cedits a títol gratuït; 52 tenien una cambra, 262 en tenien dues, 372 en tenien tres, 593 en tenien quatre i 1.690 en tenien cinc o més. 2.075 habitatges disposaven pel capbaix d'una plaça de pàrquing. A 1.463 habitatges hi havia un automòbil i a 1.007 n'hi havia dos o més.

### Piràmide de població
La piràmide de població per edats i sexe el 2009 era:
| Homes | Edats   | Dones |
| ----- | ------- | ----- |
| 4     | 95 o +  | 0     |
| 0     | 90 a 94 | 8     |
| 32    | 85 a 89 | 68    |
| 32    | 80 a 84 | 72    |
| 84    | 75 a 79 | 144   |
| 84    | 70 a 74 | 184   |
| 152   | 65 a 69 | 156   |
| 156   | 60 a 64 | 156   |
| 144   | 55 a 59 | 160   |
| 268   | 50 a 54 | 232   |
| 304   | 45 a 49 | 340   |
| 264   | 40 a 44 | 296   |
| 216   | 35 a 39 | 288   |
| 288   | 30 a 34 | 304   |
| 220   | 25 a 29 | 248   |
| 168   | 20 a 24 | 220   |
| 304   | 15 a 19 | 312   |
| 312   | 10 a 14 | 292   |
| 288   | 5 a 9   | 280   |
| 196   | 0 a 4   | 176   |

## Economia
El 2007 la població en edat de treballar era de 4.789 persones, 3.302 eren actives i 1.487 eren inactives. De les 3.302 persones actives 2.928 estaven ocupades (1.565 homes i 1.363 dones) i 375 estaven aturades (187 homes i 188 dones). De les 1.487 persones inactives 484 estaven jubilades, 487 estaven estudiant i 516 estaven classificades com a «altres inactius».

### Ingressos
El 2009 a Wimereux hi havia 3.047 unitats fiscals que integraven 7.565,5 persones, la mediana anual d'ingressos fiscals per persona era de 17.949 €.

### Activitats econòmiques
Dels 303 establiments que hi havia el 2007, 1 era d'una empresa extractiva, 8 d'empreses alimentàries, 1 d'una empresa de fabricació de material elèctric, 11 d'empreses de fabricació d'altres productes industrials, 23 d'empreses de construcció, 64 d'empreses de comerç i reparació d'automòbils, 4 d'empreses de transport, 44 d'empreses d'hostatgeria i restauració, 4 d'empreses d'informació i comunicació, 20 d'empreses financeres, 23 d'empreses immobiliàries, 50 d'empreses de serveis, 38 d'entitats de l'administració pública i 12 d'empreses classificades com a «altres activitats de serveis».
Dels 77 establiments de servei als particulars que hi havia el 2009, 1 era una comissaria de policia, 1 oficina de correu, 7 oficines bancàries, 4 tallers de reparació d'automòbils i de material agrícola, 2 autoescoles, 6 paletes, 3 guixaires pintors, 1 fusteria, 1 lampisteria, 1 electricista, 4 empreses de construcció, 4 perruqueries, 2 veterinaris, 26 restaurants, 10 agències immobiliàries, 2 tintoreries i 2 salons de bellesa.
Dels 37 establiments comercials que hi havia el 2009, 1 era un hipermercat, 3 botigues de més de 120 m², 3 botiges de menys de 120 m², 5 fleques, 2 carnisseries, 4 peixateries, 3 llibreries, 8 botigues de roba, 2 botigues d'equipament de la llar, 1 una botiga d'equipament de la llar, 1 una botiga de mobles, 1 una botiga de material de revestiment de parets i terra i 3 floristeries.
L'any 2000 a Wimereux hi havia 4 explotacions agrícoles.

## Equipaments sanitaris i escolars
El 2009 hi havia 3 farmàcies i 1 ambulància.
El 2009 hi havia 2 escoles maternals i 3 escoles elementals.
```
Disposava d'un centre d'altres ensenyaments superiors.
```

## Poblacions més properes
El següent diagrama mostra les poblacions més properes.